# Lista de ex-empregados da WWE (S–Z)
A WWE é uma promoção de luta livre profissional localizada em Stamford, Connecticut. Ex-empregados (com sobrenome de S–Z) incluem lutadores, managers, comentaristas, locutores, repórteres, árbitros, treinadores, roteiristas, executivos e diretores.
Os empregados recebem contratos de desenvolvimentos a de décadas. Eles aparecem em programas de televisão da WWE, pay-per-views e eventos ao vivo. Outros, lutam nos territórios de desenvolvimento, hoje NXT, e já: Florida Championship Wrestling, Deep South Wrestling, Heartland Wrestling Association, International Wrestling Association, Memphis Championship Wrestling e Ohio Valley Wrestling.
Aqueles que realizaram aparições sem contratos e aqueles que foram demitidos mas estão empregados hoje não foram incluídos.

## Ex-empregados (S–Z)

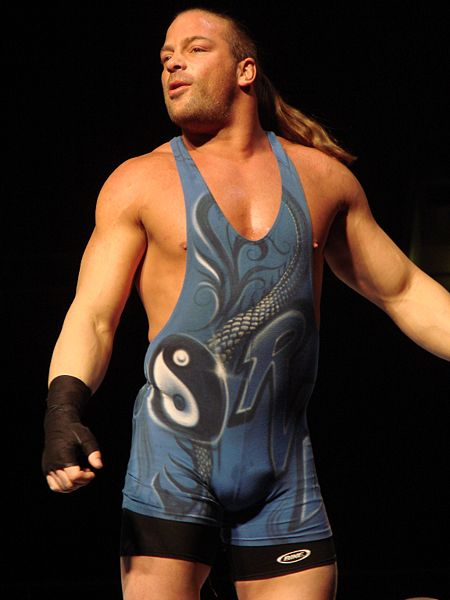
Robert Szatkowski, mais conhecido como Rob Van Dam, em um evento do SmackDown em Champaign, Illinois.

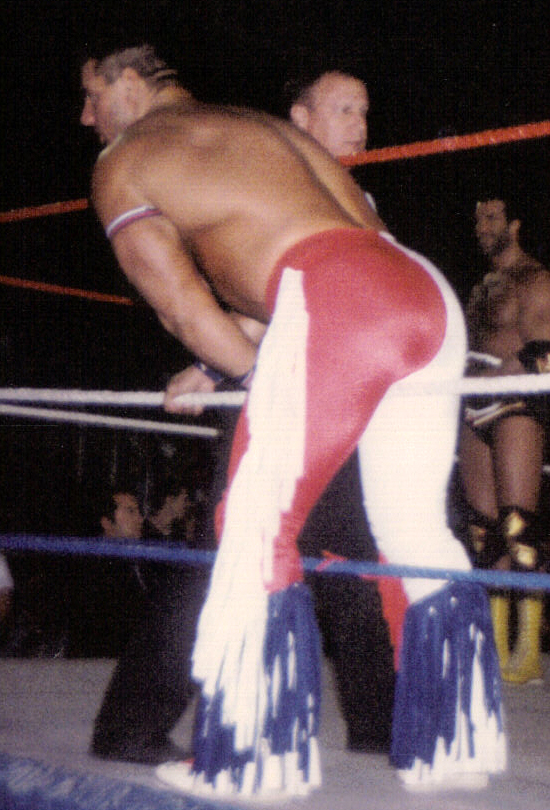
David Smith, mais conhecido como "The British Bulldog" Davey Boy Smith, em um evento ao vivo.

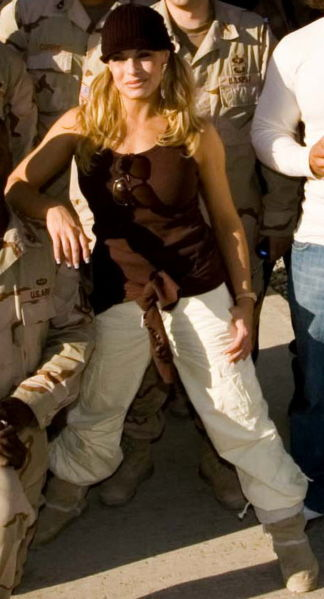
Patricia Stratigias, mais conhecida como Trish Stratus, no Afeganistão.

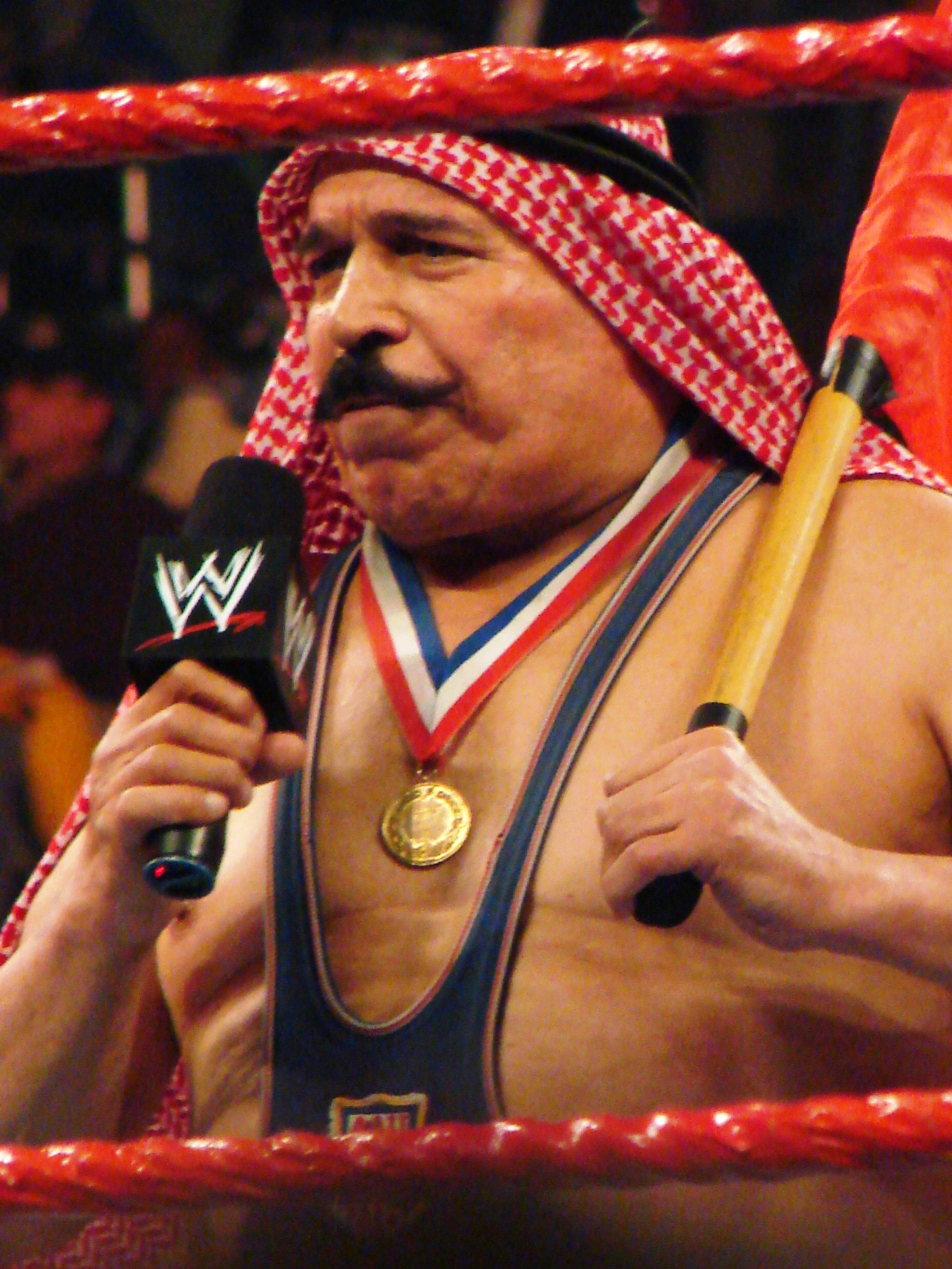
Membro do Hall da Fama Hossein Khosrow Ali Vaziri, mais conhecido como Iron Sheik, no WWE Raw em Milwaukee, Wisconsin.

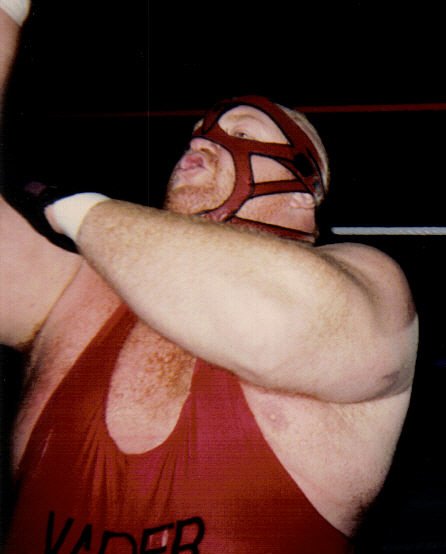
Leon White, mais conhecido como Vader.

| Nome:toom              | Nome de ringue(s):                                              | Duração:                                     | Notas:               |
| ---------------------- | --------------------------------------------------------------- | -------------------------------------------- | -------------------- |
| Gary Sabaugh           | The Italian Stallion                                            | 1994–1995                                    |                      |
| Jerome Saganovich      | Jerry Sags                                                      | 1990–1993                                    |                      |
| Masanori Saito         | Masa Saito                                                      | 1981–1984                                    |                      |
| Kazma Sakamoto         | Sakamoto                                                        | 2011-2013                                    | [ 3 ]                |
| Ryan Sakoda            | Sakoda                                                          | 2003–2004                                    |                      |
| Bruno Sammartino       | Bruno Sammartino                                                | 1959–1988                                    |                      |
| David Sammartino       | David Sammartino Bruno Sammartino Jr.                           | 1984–1985                                    |                      |
| Sara Ann Lee           | Sara Lee                                                        | 2015-2016                                    |                      |
| Allen Sarven           | Al Snow Avatar Leif Cassidy Shinobi Steve Moore Five Star Ninja | 1993 1995-1997 1998-2008                     | [ 4 ]                |
| Benjamin Satterley     | Neville                                                         | 2012–2018                                    |                      |
| Akio Sato              | Sato Shinja                                                     | 1990–1991 1994–1995                          |                      |
| Shigeki Sato           | Dick Togo                                                       | 1998                                         | [ 5 ]                |
| Perry Satullo          | Perry Saturn                                                    | 2000-2002                                    | [ 6 ]                |
| Hugo Savinovich        | Hugo Savinovich                                                 | 1997–2011                                    |                      |
| Luke Scarpa †          | Chief Jay Strongbow                                             | 1970–1977 1979–1984 1993–1994                |                      |
| Sherri Russell †       | "Sensational" Sherri Martel                                     | 1987–1993                                    |                      |
| David Schultz          | "Dr. D" David Schultz                                           | 1984–1985                                    | [ 7 ]                |
| Mikel Scicluna†        | "Baron" Mikel Scicluna                                          | 1965–1970 1972 1975–1983                     |                      |
| Mike Stanley †         | "Superstar" "Mike Stanley"                                      | 1987-1996                                    |                      |
| Christopher Scoville   | Jimmy Jacobs                                                    | 2015-2017                                    |                      |
| José Saldaña           | Essa Rios Mr. Agulia, Aguila Papi Chulo                         | 1997–2001                                    |                      |
| Kurt Sellers           | James Curtis KC James                                           | 2006-2008                                    | [ 8 ] [ 9 ]          |
| Peter Senerchia        | Tazz                                                            | 1996 1999-2009                               |                      |
| Daniel Severn          | Dan "The Beast" Severn                                          | 1998–1999                                    |                      |
| Michael Shane          | Jake Gymini                                                     | 2005-2007                                    | [ 10 ] [ 11 ] [ 12 ] |
| Todd Shane             | Jesse Gymini                                                    | 2005-2007                                    | [ 10 ] [ 12 ] [ 11 ] |
| Michael Sharpe †       | "Iron" Mike Sharpe                                              | 1983–1995                                    |                      |
| Michael Shaw †         | Bastion Booger Friar Ferguson                                   | 1993–1994                                    |                      |
| Kensuke Shinzaki       | Hakushi                                                         | 1994–1996                                    |                      |
| Lawrence Shreve        | Abdullah the Butcher                                            | 1972 1985                                    | [ 13 ] [ 14 ]        |
| Walter Sieber †        | Waldo Von Erich                                                 | 1964–1966 1969–1975                          |                      |
| William Sierra         | Bill Alfonso                                                    | 1996                                         |                      |
| Paulo César da Silva   | Giant Silva                                                     | 1998–1999                                    | [ 15 ] [ 16 ]        |
| William Daley          | Billy Silverman                                                 | 1997                                         |                      |
| Brandon Silvestry      | Kaval Low-Ki                                                    | 2008-2010                                    | [ 17 ]               |
| Ronald Simmons         | Faarooq Faarooq Asaad Ron Simmons                               | 1996-2004 2006-2009                          | [ 18 ]               |
| Rhonda Sing †          | Bertha Faye                                                     | 1995–1996                                    | [ 19 ] [ 20 ]        |
| Arnold Skaaland †      | Arnold Skaaland                                                 | 1963–1994                                    |                      |
| Charles Skaggs         | 2 Cold Scorpio Flash Funk                                       | 1996-1999 2006-2007                          | [ 21 ]               |
| Steven Slocum          | Jackson Andrews                                                 | 2009–2011                                    |                      |
| Aurelian Smith, Jr.    | Jake "The Snake" Roberts                                        | 1986-1992 1996-1997                          |                      |
| David Smith †          | The British Bulldog Davey Boy Smith                             | 1984–1988 1990–1992 1994–1997 1999–2000      |                      |
| Harry Smith            | DH Smith David Hart Smith                                       | 2006–2011                                    | [ 22 ]               |
| Tyson Smith            | Kenny Omega                                                     | 2005-2006                                    |                      |
| Michael Smith          | Sam Houston                                                     | 1987–1989 1991                               |                      |
| Robin Smith            | Rockin' Robin                                                   | 1987–1990                                    |                      |
| Timothy Smith†         | Timothy Well Rex King                                           | 1987–1988 1993–1995                          |                      |
| Bill Smithson†         | Moondog Spike                                                   | 1981                                         |                      |
| Tracy Smothers         | Freddie Joe Floyd Tracy Smothers                                | 1996–1997 1999–2000                          |                      |
| William Snip†          | Billy Red Lyons                                                 | 1984–1992                                    |                      |
| Eugene Snitsky         | Gene Snitsky Snitsky                                            | 2004-2008                                    | [ 23 ] [ 24 ]        |
| Merced Solis           | Tito Santana El Matador                                         | 1979–1980 1983–1993 1997–1998                |                      |
| Daniel Solwood, Jr.    | Austin Aries                                                    | 2016–2017                                    | [ 25 ]               |
| Monty Sopp             | Billy Gunn Billy G Billy Mr. Ass Rockabilly                     | 1993-2004 2012-2015                          | [ 26 ]               |
| Charles Spencer        | Tony Mamaluke                                                   | 2005 2006-2007                               | [ 10 ] [ 11 ] [ 27 ] |
| Daniel Spivey          | Danny Spivey Waylon Mercy                                       | 1985–1988 1995                               |                      |
| Rycklon Stephens       | Ezekiel Ezekiel Jackson                                         | 2008–2014                                    |                      |
| Herman Stevens, Jr.    | Clarence Mason                                                  | 1996–1997                                    |                      |
| Kia Stevens            | Kharma                                                          | 2010-2012                                    | [ 28 ]               |
| Carl Stevens †         | Ray Stevens                                                     | 1967 1972–1973 1982                          |                      |
| Peter Stilsbury        | Outback Jack                                                    | 1986–1988                                    |                      |
| George Stipich †       | Stan Stasiak                                                    | 1971–1979                                    |                      |
| Sean Stipich           | Meat Planet Stasiak Shawn Stasiak                               | 1999 2001-2002                               | [ 29 ]               |
| Patricia Stratigias    | Trish Stratus                                                   | 2000-2006 2011                               | [ 30 ]               |
| John Sullivan          | Johnny Valiant Johnny V Luscious Johnny John L. Sullivan        | 1969-1970 1974-1975 1979 1985-1987           | [ 31 ] [ 32 ] [ 33 ] |
| Kevin Sullivan         | Kevin Sullivan                                                  | 1975–1976                                    |                      |
| Sharmell Sullivan      | Sharmell Sharmell Sullivan Queen Sharmell                       | 2001 2005-2007                               | [ 34 ] [ 35 ] [ 36 ] |
| John Sutton †          | Oliver Humperdink                                               | 1987–1988                                    |                      |
| Hiroko Suzuki          | Hiroko                                                          | 2004-2005                                    | [ 37 ]               |
| Kenzo Suzuki           | Kenzo Suzuki                                                    | 2004-2005                                    | [ 37 ] [ 38 ]        |
| Richard Swann          | Rich Swann                                                      | 2015-2018                                    | [ 39 ]               |
| Tamara Sytch           | Sunny Tamara Murphy                                             | 1995–1998                                    |                      |
| Robert Szatkowski      | Rob Van Dam                                                     | 2001–2007 2013–2014                          |                      |
| Debbie Szestecki       | Debbie Combs                                                    | 1986–1987                                    |                      |
| Terry Szopinski        | The Warlord                                                     | 1988–1992                                    |                      |
| Yoshihiro Tajiri       | Yoshihiro Tajiri Tajiri Tajiri Claus                            | 1997 2001-2005 2006 2016-2017                | [ 40 ]               |
| Patrick Tanaka         | Tanaka                                                          | 1990–1992 1993–1994                          |                      |
| Papaliitele Taogaga    | Siva Afi High Chief Afi                                         | 1985–1988                                    |                      |
| Noriyo Tateno          | Noriyo Tateno                                                   | 1988                                         |                      |
| David Taylor           | Dave Taylor                                                     | 2006-2008                                    | [ 41 ] [ 42 ]        |
| Genichro Shimada       | Tenryu                                                          | 1991 1993–1994                               |                      |
| John Tenta, Jr. †      | Canadian Earthquake Earthquake Golga                            | 1989–1993 1994 1998–1999 2001                | [ 15 ] [ 16 ]        |
| Phillip Theis          | Damien Demento                                                  | 1992–1993                                    |                      |
| Sylvester Terkay       | Sylvester Terkay                                                | 2006–2007                                    |                      |
| Taryn Terrell          | Tiffany                                                         | 2007-2010                                    | [ 43 ]               |
| John Toland            | James Dick                                                      | 2003-2006                                    | [ 44 ]               |
| Chris Tolos †          | Chris Tolos                                                     | 1963–1964                                    |                      |
| John Tolos †           | John Tolos The Coach                                            | 1963–1964 1973–1974 1990–1991                |                      |
| Travis Tomko           | Tyson Tomko                                                     | 2002-2006 2008-2009                          |                      |
| Theodore James Wilson  | Tyson Kidd                                                      | 2006-2017                                    |                      |
| Stuart Tomlinson       | Hugo Knox                                                       | 2014-2016                                    | [ 45 ]               |
| Roderick Toombs†       | "Rowdy" Roddy Piper                                             | 1984–1996 2001 2005–2014                     |                      |
| Dionicio Torres        | Psicosis                                                        | 2005-2006                                    | [ 46 ]               |
| Eve Torres             | Eve Torres Eve                                                  | 2007-2013                                    |                      |
| Camille Tourville†     | Tarzan Tyler                                                    | 1965–1966 1971–1972                          |                      |
| Eric Tovey             | Lord Littlebrook                                                | 1960's-1970's 1986–1987                      |                      |
| Raymond Traylor, Jr. † | Big Boss Man The Bossman                                        | 1988–1993 1998–2004                          |                      |
| Shian-Li Tsang         | Mrs. Yamaguchi-San                                              | 1998                                         | [ 5 ]                |
| Gabriel Tuft           | Tyler Reks                                                      | 2008–2012                                    | [ 47 ]               |
| John Tunney, Jr. †     | Jack Tunney                                                     | 1984–1995                                    |                      |
| Joseph Utsler          | Shaggy 2 Dope                                                   | 1998                                         | [ 48 ]               |
| Gertrude Vachon†       | Luna Vachon                                                     | 1993–1994 1997–2000                          | [ 49 ]               |
| Sione Vailahi          | The Barbarian Sione                                             | 1988-1992 1994–1995                          |                      |
| Lisa Marie Varon       | Victoria                                                        | 2000-2009                                    | [ 50 ]               |
| Hossein Vaziri         | Col. Mustafa Iron Sheik Great Hussien the Arab                  | 1979–1980 1983–1987 1988 1991–1992 1996–1998 |                      |
| Levis Valenzuela Jr.   | No Way Jose                                                     | 2015-2020                                    |                      |
| Thea Vidale            | Mama Benjamin                                                   | 2006                                         | [ 51 ]               |
| Richard Vigneault      | "The Model" Rick Martel                                         | 1980–1982 1986–1995                          |                      |
| Kevin Wacholz          | Nailz                                                           | 1992                                         |                      |
| Sean Waltman           | 1-2-3 Kid X-Pac                                                 | 1993-1996 1998-2002                          |                      |
| James Ware             | Koko B. Ware                                                    | 1986–1994                                    |                      |
| Charles Warrington     | Beaver Cleavage Chaz Headbanger Mosh Chaz Ware                  | 1993 1995–2001 2016                          |                      |
| Dennis Waters          | Johnny Powers                                                   | 1964                                         |                      |
| Katarina Waters        | Katie Lea Burchill Katie Lea                                    | 2008–2010                                    | [ 52 ]               |
| William Watts, Jr.     | Bill Watts                                                      | 1964–1965 1995                               |                      |
| Erik Watts             | Troy                                                            | 1995—1996                                    | [ 53 ] [ 54 ]        |
| Alicia Webb            | Ryan Shamrock                                                   | 1998–1999                                    |                      |
| Amy Weber              | Amy Weber                                                       | 2004-2005                                    | [ 55 ]               |
| George Wells           | George Wells                                                    | 1985–1986                                    |                      |
| Pezavan Whatley†       | Pez Whatley                                                     | 1990–1991                                    |                      |
| John Watson            | Mikey Whipwreck                                                 | 1996                                         |                      |
| Lawrence Whistler      | Larry Zbyszko                                                   | 1974–1980                                    |                      |
| Anthony White          | Saba Simba Tony Atlas                                           | 1980-1982 1983-1987 1990-1991 2008-2010      | [ 56 ]               |
| Bill White             | Wild Bill White                                                 | 1971–1975                                    |                      |
| Edward White†          | Moondog King                                                    | 1981                                         |                      |
| Leon White             | Vader                                                           | 1996–1998 2005                               |                      |
| Timothy White          | Tim White                                                       | 1980s-2009                                   | [ 57 ]               |
| Brian Wickens          | Bushwhacker Luke                                                | 1988–1996                                    |                      |
| Charles Wicks          | Chad Dick                                                       | 2004-2006                                    | [ 44 ]               |
| Matthew Wiese          | Luther Reigns                                                   | 2004-2005                                    | [ 58 ]               |
| Del Wilkes             | The Patriot                                                     | 1997                                         |                      |
| Monique Williams       | Mj Jenkins                                                      | 2018-2020                                    |                      |
| Ronald William         | Tye Dillinger                                                   | 2015-2019                                    |                      |
| Steven Williams †      | "Dr. Death" Steve Williams                                      | 1998–1999 2003 2006                          |                      |
| Steven Williams        | The Ringmaster "Stone Cold" Steve Austin                        | 1996-2003                                    |                      |
| Torrie Wilson          | Torrie Wilson                                                   | 2001-2008 2009                               | [ 59 ] [ 60 ]        |
| Barry Windham          | Barry Windham Blackjack Windham The Stalker The Widowmaker      | 1984-1985 1989-1990 1996-1998 2008           | [ 61 ]               |
| Robert Windham†        | Big Machine Blackjack Mulligan                                  | 1971 1975 1982 1984–1987                     |                      |
| Jonathan Wisniski      | Greg "The Hammer" Valentine                                     | 1975 1979 1981–1982 1984–1992 1993–1994      |                      |
| John Wisniski†         | Johnny Valentine                                                | 1959–1962 1965–1966                          |                      |
| Kelly Wolfe            | Wolfie D                                                        | 1995 1996–1997                               | [ 54 ] [ 62 ]        |
| Les Wolff              | "Beautiful" Buddy Wolfe                                         | 1972–1973                                    |                      |
| Bruce Woyan†           | "Bulldog" Buzz Sawyer                                           | 1984                                         |                      |
| Charles Wright         | The Godfather The Goodfather Kama Kama Mustafa Papa Shango      | 1991-1993 1995-1996 1997-2001 2002           | [ 63 ]               |
| Chris Wright           | C.W. Anderson Christopher W. Anderson                           | 2004–2007                                    | [ 10 ] [ 11 ] [ 64 ] |
| Juanita Wright †       | Sapphire                                                        | 1989–1990                                    |                      |
| Martin Wright          | The Boogeyman                                                   | 2004-2009 2015                               | [ 65 ] [ 66 ]        |
| Lena Yada              | Lena Yada                                                       | 2005-2008                                    | [ 67 ] [ 68 ]        |
| Naofumi Yamamoto       | Yoshi Tatsu                                                     | 2009–2014                                    | [ 70 ]               |
| Itsuki Yamazaki        | Itsuki Yamazaki                                                 | 1987–1988                                    |                      |
| Brian Yandrisovitz     | Brian Knobbs                                                    | 1990–1993                                    |                      |
| Takao Yoshida          | Taka Michinoku                                                  | 1997–2002                                    | [ 71 ] [ 72 ]        |
| Johnnie Young †        | Mae Young                                                       | 1999–2013                                    |                      |
| Richard Young          | Ricky Ortiz                                                     | 2007-2009                                    | [ 73 ]               |
| James Yun              | Akio Jimmy Wang Yang Yang                                       | 2003-2005 2006-2010                          | [ 52 ]               |
| Thomas Zenk †          | Tom Zenk                                                        | 1986-1987                                    | [ 74 ]               |

### Significado
| Nome da empresa no ano                                              | Nome da empresa no ano |
| ------------------------------------------------------------------- | ---------------------- |
| Capitol Wrestling Corporation                                       | 1952–1963              |
| World Wide Wrestling Federation                                     | 1963–1979              |
| World Wrestling Federation                                          | 1979–2002              |
| World Wrestling Entertainment                                       | 2002–2011              |
| WWE                                                                 | 2011–presente          |
| Notas                                                               |                        |
| † ↑ Indica que eles já morreram.                                    |                        |
| ‡ ↑ Indica que eles morreram enquanto estavam empregados com a WWE. |                        |